# Акбердеево
Акбердеево — деревня в Кадомском районе Рязанской области России. Входит в Кущапинское сельское поселение.
Расположена на краю левобережной поймы Мокши в нескольких сотнях метров к северу от села Кущапино, в 7 км к северо-востоку от Кадома (10 км по автодороге) и в 260 км к востоку от Рязани.
Вокруг деревни заливные луга со старицами. Объекты инфраструктуры находятся в соседней деревне Кущапино.
Впервые селение Акбердеева упоминается в 1630 году.
| 1983 | 2010 |
| ---- | ---- |
| 70   | ↘6   |